# Isolation (álbum de Kali Uchis)
Isolation es el primer álbum de estudio de la cantante estadounidense Kali Uchis. Fue lanzado el 6 de abril de 2018 a través de Rinse FM Recordings, Virgin EMI Records y Universal Music Group. Después de lanzar su extended play Por Vida (2015), que recibió elogios de la crítica profesional, Uchis continuó produciendo contenido para su primer lanzamiento a largo plazo. Se embarcó en su primera gira en la segunda mitad de 2015, realizando conciertos junto a Leon Bridges. Predominantemente en R&B y soul, el álbum hace uso de una variedad de géneros musicales, desde el reguetón hasta la bossa nova. Líricamente, se discute la sensación de soledad en paralelo con pasiones y decepciones.
En mayo de 2017, la canción «Tyrant» fue lanzada como el primer sencillo del álbum, seguida de «Nuestro planeta» en agosto, «After the Storm» en enero de 2018 y «Just a Stranger» en octubre de 2018. Después de su lanzamiento, Isolation recibió elogios de la crítica profesional, con elogios dirigidos a la multiplicidad de géneros, el contenido lírico y la interpretación vocal de Uchis. Comercialmente, el disco alcanzó el número 32 en el Billboard 200, la lista musical de Estados Unidos, mientras que apareció en el número 70 en Canadá y 62 en el Reino Unido.

## Composición y letras
Cuando estaba haciendo este álbum, realmente no quería ser influenciado por la música actual o por otros artistas. Me preocupaba que tal vez mi música no fuera aceptada por otras personas porque no se correlaciona con las tendencias en este momento, pero creo que abrazar el aislamiento de eso y correr el riesgo de crear cosas que no parecen otra cosa en este momento hace que la música sea emocionante. Es parte de lo que hace la vida emocionante. Es parte de ser una artista.
- Uchis en una entrevista con Vogue.

Líricamente, Isolation aborda los sentimientos de la cantante, como las pasiones y las desilusiones, y analiza el aislamiento, lo que resulta en el título del álbum. Sobre las letras, Cleber Facchi de Miojo Indie las denominó "poemas apasionados, canciones sofocadas por el anhelo y los pequeños delirios amorosos que acaban sirviendo de base para la construcción de la identidad poética de Uchis". En entrevista con National Public Radio, Uchis comentó que «Killer», el último tema del disco, surgió de sus vivencias con una relación abusiva que vivió de 15 a 19 años y de su relación negativa con su familia.
El álbum consta de una variedad de diferentes géneros musicales. Escribiendo para The A.V. Club, Kelsey J. Waite clasificó «Body Language», la introducción de Isolation, como una canción de bossa nova, mientras que «Miami» fue visto como R&B progresivo y «Nuestro planeta» como pop latino. Este último también fue considerado «un hit seductor nocturno» del género reguetón y cuenta con el cantante colombiano Reykon. «After the Storm», una colaboración con los músicos estadounidenses Tyler, the Creator y Bootsy Collins, es una «balada funk» que «rompe» la suavidad recurrente en otras pistas del álbum. Funk también está presente en «Your Teeth In My Neck». «Just a Stranger» es una pista inspirada en la música soul y contiene voz, composición y producción de Steve Lacy, guitarrista de la banda The Internet. «Flight 22» es una producción basada en el blues en la que Uchis "hace eco de su voz con más dureza". «In My Dreams» contiene características de indie pop y rock electrónico y fue comparado por Facchi con el trabajo de Santigold.

## Promoción
En marzo de 2018, Uchis hizo su debut televisivo, cantando «After the Storm» con Tyler, the Creator en una aparición especial en The Tonight Show. Para promover Isolation, la cantante se embarcó en el «In Your Dreams Tour», una gira de 23 fechas que visitó ciudades de Estados Unidos de septiembre a noviembre de 2018.

## Lista de canciones
| N.º   | Título                                                      | Escritor(es)                                                                                            | Productor(es)               | Duración |  |
| 1.    | «Body Language»                                             | Kali Uchis, Stephen Bruner, Om'Mas Keith                                                                | Thundercat, Keith           | 2:16     |  |
| 2.    | «Miami» (con Bia)                                           | Uchis, Dave Sitek, Keith, DJ Dahi, Bianca Landrau                                                       | Sitek, Keith, DJ Dahi       | 4:04     |  |
| 3.    | «Just a Stranger» (con Steve Lacy)                          | Uchis, Romil Hemnani, Lacy                                                                              | Romil, Lacy                 | 2:58     |  |
| 4.    | «Flight 22»                                                 | Uchis, Wayne Gordon, Autumn Rowe                                                                        | Uchis, Gordon, Rowe         | 3:37     |  |
| 5.    | «Your Teeth in My Neck»                                     | Uchis, Afolabi Osinulu, Asa Davis, Kevin Arcilla, Kyle D. Branham                                       | The Wldnerness              | 3:06     |  |
| 6.    | «Tyrant» (con Jorja Smith)                                  | Uchis, Mark Spears, Smith, Larrance Dopson, Jairus Mozee                                                | Sounwave, Dopson, Mozee     | 3:24     |  |
| 7.    | «Dead to Me»                                                | Uchis, Ben Ash                                                                                          | Two Inch Punch              | 3:20     |  |
| 8.    | «Nuestro planeta» (con Reykon)                              | Uchis, Bryan Chaverra, Kevin Londoño, Andrés Londoño, Martha Llorente, Jairo Torres                     | The Rude Boyz               | 3:23     |  |
| 9.    | «In My Dreams» (con Gorillaz)                               | Uchis, Damon Albarn                                                                                     | Gorillaz                    | 3:21     |  |
| 10.   | «Gotta Get Up»                                              | Uchis, Harry Rabinowitz, Dave Richmond, Harold Fisher, Martin Kershaw, Josh Crocker, Jeff Gitty         | Crocker, Midas Touch, Gitty | 1:53     |  |
| 11.   | «Tomorrow»                                                  | Uchis, Kevin Parker                                                                                     | Parker                      | 3:10     |  |
| 12.   | «Coming Home»                                               | Uchis, Spears, Greg Kurstin                                                                             | Sounwave, Kurstin           | 2:40     |  |
| 13.   | «After the Storm» (con Tyler, the Creator y Bootsy Collins) | Uchis, Matthew Tavares, Chester Hansen, Alexander Sowinski, Leland Whitty, Bootsy Collins, Tyler Okonma | BadBadNotGood               | 3:27     |  |
| 14.   | «Feel Like a Fool»                                          | Uchis, Crocker                                                                                          | Crocker                     | 3:05     |  |
| 15.   | «Killer»                                                    | Uchis, Gordon                                                                                           | Gordon, Keith               | 2:52     |  |
| 46:30 |                                                             | |                             |          |  |

Notas
- «Gotta Get Up» contiene elementos de «Love in Triplicate» de Midas Touch.
- «After the Storm» contiene elementos de «Wesley's Theory» de Kendrick Lamar, George Clinton y Thundercat.

## Posicionamiento en listas
| Listas (2018)                           | Mejor posición |
| --------------------------------------- | -------------- |
| Bélgica (Ultratop Flandes)              | 65             |
| Bélgica (Ultratop Wallonia)             | 189            |
| Canadá (Canadian Albums Chart)          | 70             |
| España (Top 100 Álbumes)                | 72             |
| Estados Unidos (Billboard 200)          | 32             |
| Estados Unidos (Top R&B/Hip-Hop Albums) | 17             |
| Nueva Zelanda (Heatseeker Albums)       | 2              |
| Países Bajos (Album Top 100)            | 96             |
| Reino Unido (UK Albums)                 | 62             |
| Reino Unido (UK Hip Hop and R&B Albums) | 7              |

## Certificaciones
| País (Certificador) | Certificación | Ventas certificadas |
| --- | ------------- | ------------------- |
| Estados Unidos (RIAA) | 1× Platino    | 1 000 000^          |
| Reino Unido (BPI) | Plata         | 60 000^             |
| ^cifras de envíos basadas únicamente en la certificación xcifras no especificadas basadas únicamente en la certificación |               |                     |